# Некрополь Новодевичьего монастыря

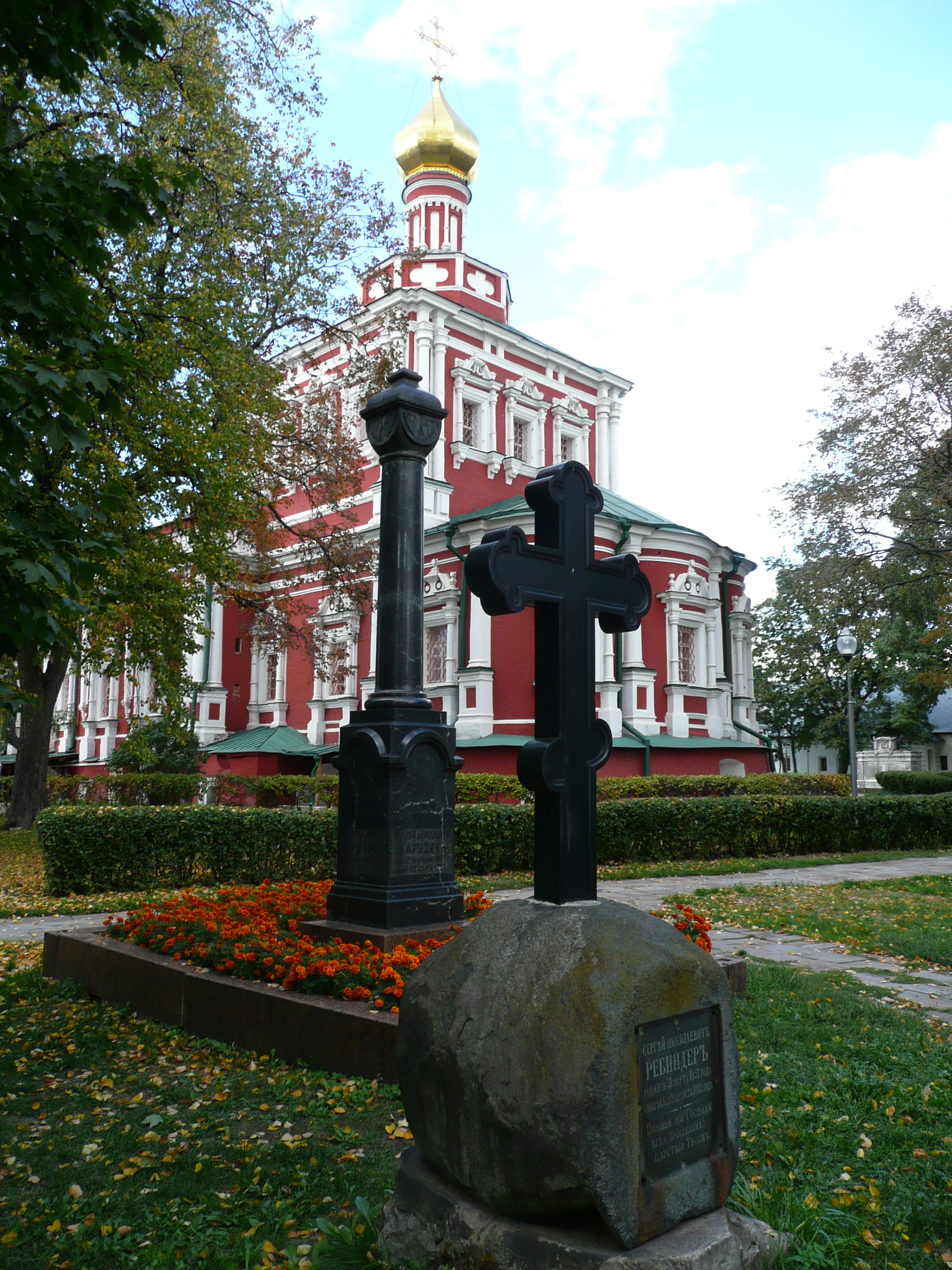
Уголок, где покоится семья князя С. П. Трубецкого

Территория московского Новодевичьего монастыря по крайней мере с начала XIX века служила местом захоронения не только насельниц, но и представителей видных дворянских фамилий, а позднее и московской профессуры.
К началу XX века на территории, огороженной монастырскими стенами, насчитывалось 2811 надгробных монументов представителей самых разных сословий. В связи с переполненностью монастырского некрополя к югу от монастыря в 1898 году было обустроено новое Новодевичье кладбище, со временем ставшее некрополем советской элиты.
Во время массового уничтожения московских монастырских некрополей в 1930-е годы подавляющее большинство памятников было уничтожено. До нашего времени сохранилась приблизительно 1/20 дворянского некрополя (около сотни надгробий).
При «реконструкции» пощадили в основном могилы главным образом крупных деятелей дореволюционных культуры, декабристов и членов их семей. При этом кресты с большинства надгробий были сбиты.

## Захоронения в соборе
В подклете Смоленского собора в допетровское время хоронили высокопоставленных инокинь, в том числе царского рода, а также отдельных представителей боярства, как-то:
- Анна Ивановна, дочь Ивана Грозного
- Елена Ивановна Шереметева, сноха Ивана Грозного
- княгиня Ульяна Кубенская, дочь Андрея Горяя
- князь Кубенский, Иван Иванович, её сын, боярин и воевода
- Захарьин-Юрьев, Григорий Юрьевич, боярин
- Ирина Ивановна, его мать, самое раннее сохранившееся в монастыре надгробие
- Хитрово, Богдан Матвеевич, боярин

Всего 53 захоронения. Непосредственно в соборе покоятся заключенные в обители родственницы Петра I:
- Царевна Софья Алексеевна, благодаря которой монастырь приобрёл в годы её правления свой нынешний архитектурный облик;

Её единокровные сёстры:
- Царевна Евдокия Алексеевна;
- Царевна Екатерина Алексеевна;

А так же :
- Царица Евдокия Фёдоровна, первая супруга Петра I .

## Сохранившиеся захоронения
- Александрова Е. А. (1825—1874), дочь титулярного советника
- Александрова, Анна Владимировна (1836—1896)
- Алехин, Александр Иванович (1856—1917), отец шахматиста А. А. Алехина (в усыпальнице Прохоровых)
- Астраков, Владимир Иванович (1809—1899), с.с., педагог
- Бардыгина, Мария Александровна (1888—1913), купчиха
- Басистов, Павел Ефимович (1823—1882), автор учебников
- Батюшков, Помпей Николаевич (1811—1892), историк и этнограф
- Батюшкова, Софья Николаевна (1821—1901), его жена, дочь пушкинского приятеля Н. И. Кривцова, племянница трёх декабристов
- Бахметев, Пётр Владимирович (1818—1896), шталмейстер
- Бахметева, Александра Николаевна (1823—1901), его жена, детская писательница
- Бибикова, Татьяна Яковлевна (1762—1782), дочь заводовладельца Я. Б. Твердышева, жена Г. И. Бибикова
- Богданов, Анатолий Петрович (1834—1896), зоолог,
- Богданов, Еллий Анатольевич (1872—1931), сын предыдущего, зоотехник
- Бодянский, Осип Максимович (1808—1877), профессор Московского университета
- Брусилов, Алексей Алексеевич (1853—1926), генерал от кавалерии (надгробие 1990-х годов)
- Бубнов, Сергей Федорович (1851—1909), профессор Московского университета.
- Бугаев, Николай Васильевич (1837—1903), математик, отец Андрея Белого
- Буслаев, Фёдор Иванович (1818—1897), филолог, искусствовед (надгробие новое) Миниатюрный мавзолей князя Д. М. Волконского

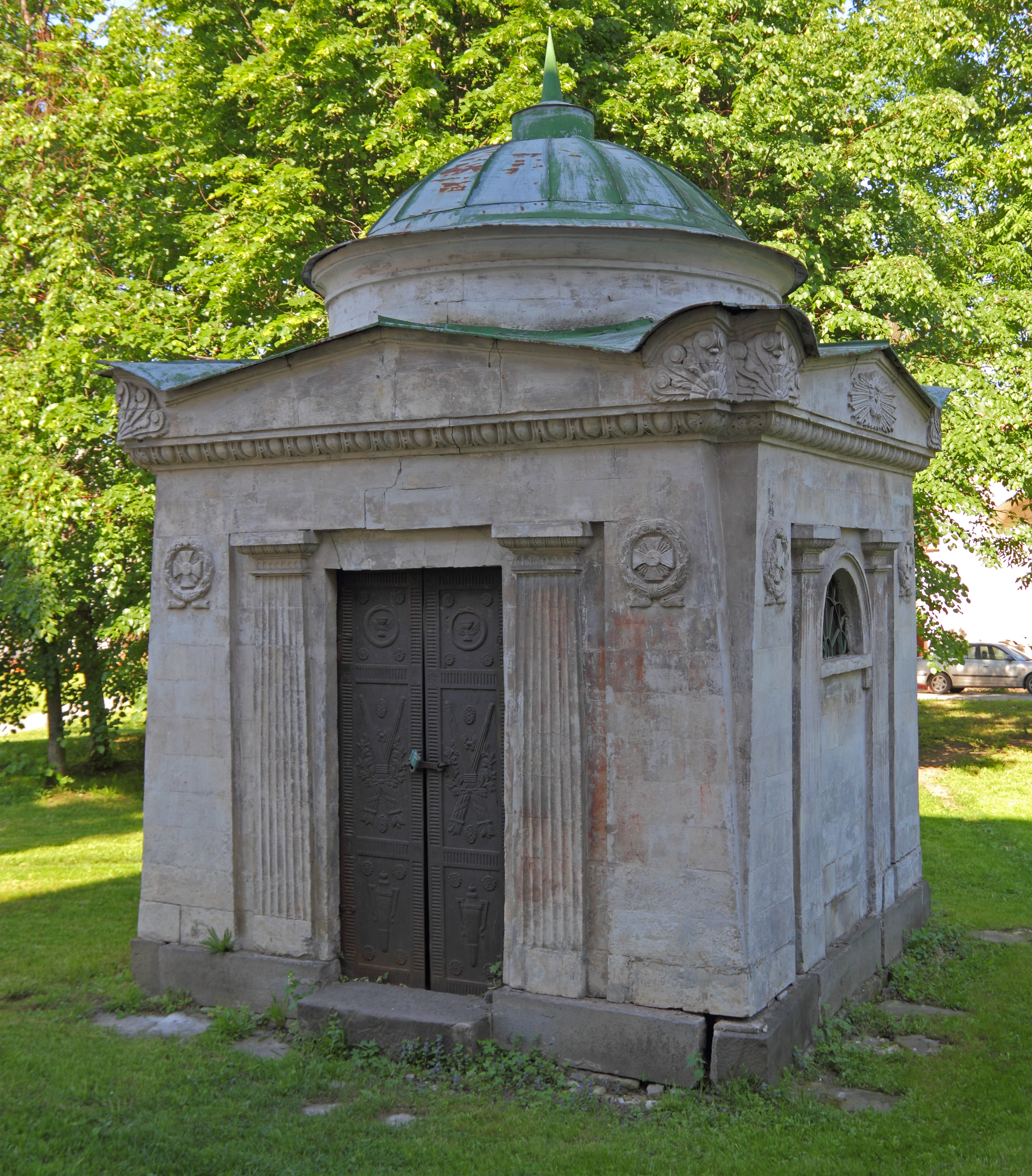
Миниатюрный мавзолей князя Д. М. Волконского

- князь Волконский Дмитрий Михайлович (1769—1835), генерал-лейтенант
- князь Вяземский, Андрей Иванович (1750—1807), отец поэта П. А. Вяземского
- княгиня Вяземская, Анастасия Николаевна (1810—1848), дочь Н. П. Римского-Корсакова
- Вульферт, Софья Николаевна (1848—1903), урожденная Гамалея
- Гиляров-Платонов, Никита Петрович(1824—1887), профессор Московской Духовной академии
- Голубинин, Леонид Ефимович (1858—1912), профессор Московского университета
- Голубков, Павел Иванович (1837—1908), директор Трёхгорного пивоваренного завода
- Горелкина, Устинья Никитична (1696—1766), карлица царского двора в 1707—1762 гг.
- Давыдовы:
  - Давыдов, Денис Васильевич (1784—1839), поэт, герой войны 1812 г., памятник 1955 г.
  - Давыдова, Софья Николаевна (1795—1880), жена предыдущего
  - Давыдов, Ахилл Денисович (1827—1885), их сын
  - Давыдов, Денис Денисович (1826—1867), его брат
- Девочкина, Елена (ум. 1547) — первая игуменья Новодевичьего монастыря
- Духовской, Михаил Васильевич (1849—1903), профессор Московского университета, с женой
- Дювернуа, Николай Львович (1836—1906), профессор-правовед
- Никольский, Евсевий (1861—1922), митрополит Крутицкий
- Загоскин, Михаил Николаевич (1789—1852), писатель, с женой и сыном (надгробие советского времени)
- Зайончковский, Андрей Медардович (1862—1926), военный историк, генерал
- Игнатьева, Александра Александровна (1854—1896), урожденная Бороздина
- Колошин, Павел Иванович (1799—1854), декабрист
- Котляревский, Иван Андреевич (1853—1909)
- князь Кугушев, Флор Васильевич (1831—1854)
- Лабунский В. И. (1862—1893), врач
- Лажечников, Иван Иванович (1792—1869), писатель
- Лопатин, Николай Михайлович (1854—1897), фольклорист
- Лопатин, Лев Михайлович (1855—1920), его брат, философ, профессор Московского университета
- Лёвшина, Татьяна (1704—1771), мать митрополита Платона
- Ляпунов, Андрей Николаевич (1882—1923), инженер (с дочерью)
- Мерлин А. Е. (1804—1864), коллекционер
- Милютины: Часовня-усыпальница фабрикантов Прохоровых — яркое проявление неорусского стиля

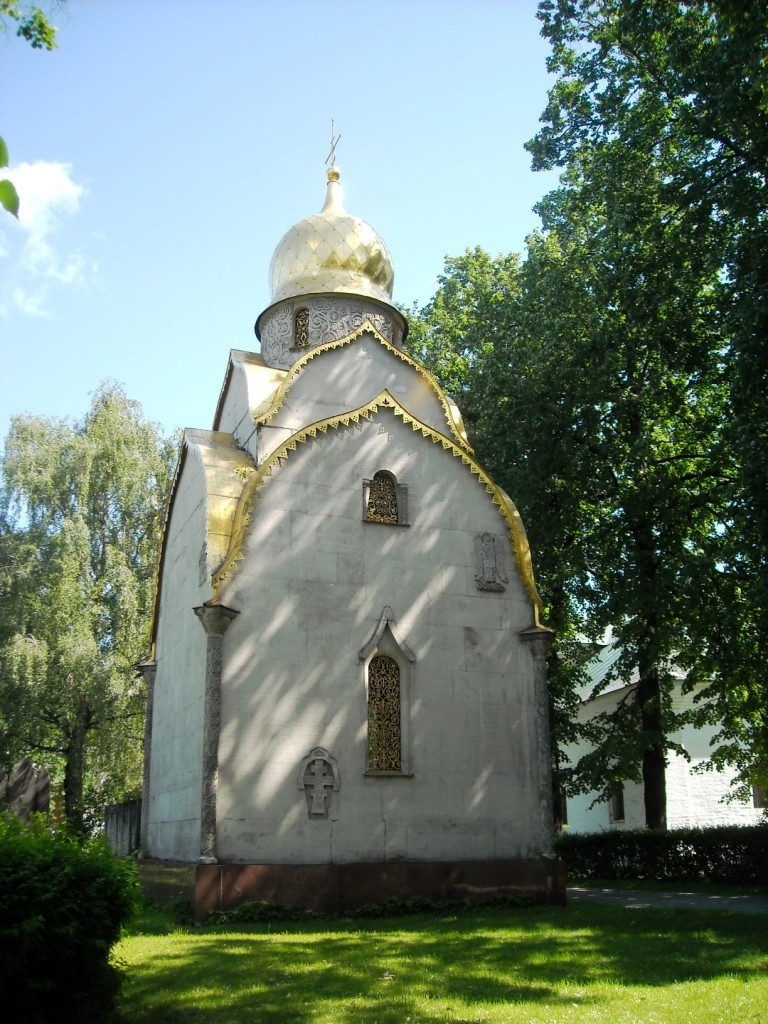
Часовня-усыпальница фабрикантов Прохоровых — яркое проявление неорусского стиля

  - граф Милютин, Дмитрий Алексеевич (1816—1912), генерал-фельдмаршал, военный министр
  - Милютин, Николай Алексеевич (1818—1872), идеолог крестьянской реформы
  - Милютина, Елизавета Дмитриевна (1793—1838), его мать
  - граф Милютин, Алексей Дмитриевич (1845—1904), генерал-лейтенант
- Мравинская, Ольга Михайловна (1844—1894), генерал-майорша
- Муравьёв, Александр Николаевич (1792—1863), декабрист, нижегородский губернатор
- Муравьёв-Апостол, Матвей Иванович (1793—1886), декабрист
- Леонида Озерова, настоятельница Новодевичьего монастыря
- Орлов, Михаил Федорович (1788—1842), генерал-майор, декабрист
- Орлова, Екатерина Николаевна (1797—1885), его жена, дочь Н. Н. Раевского
- Остроумов, Алексей Александрович (1844—1908), выдающийся терапевт
- Пащенко, Лев Корнеевич (1781—1834), генерал-майор, с женой Александрой Андреевной
- Писемский, Алексей Феофилактович (1820—1881), писатель, драматург, с женой Екатериной Павловной
- Плещеев, Алексей Николаевич (1825—1893), поэт, с женой Еликонидой Александровной
- Погодин, Михаил Петрович (1800—1875), историк, литератор, академик (с дочерью, матерью, братом)
- Покровский, Иосиф Алексеевич (1868—1920), историк права
- Поливанов, Гавриил Иванович (1742—1807), надворный советник
- Ребиндер, Сергей Николаевич (1851—1882), внук князя С. П. Трубецкого
- Ребиндер, Николай Романович (1819—1865), зять князя С. П. Трубецкого
- Рейн, Фёдор Александрович (1866—1925), профессор Московского университета
- Римская-Корсакова, Мария Петровна (1775—1849), фрейлина, дочь князя П. П. Долгорукова
- Родионов, Сергей Константинович (1859—1925), реставратор Смоленского собора
- Рогожин, Владимир Николаевич (1860—1909), библиограф
- Россинский, Матвей Матвеевич (1779—1823), смотритель военного госпиталя
- Рукавишников, Константин Васильевич (1848—1915), московский городской голова
- Рукавишников, Николай Васильевич (1836—1875), основатель приюта для малолетних преступников
- граф Салиас-Турнемир, Евгений Андреевич (1840—1908), писатель, с женой Екатериной Алексеевной
- Чёрная, Серафима (1914—1999), игуменья
- Солнцева, Екатерина Дмитриевна (1793—1867), сестра А. Д. Черткова, жена П. А. Сонцова
- Соловьёв, Сергей Михайлович (1820—1879), историк, академик, и трое[1] его детей:

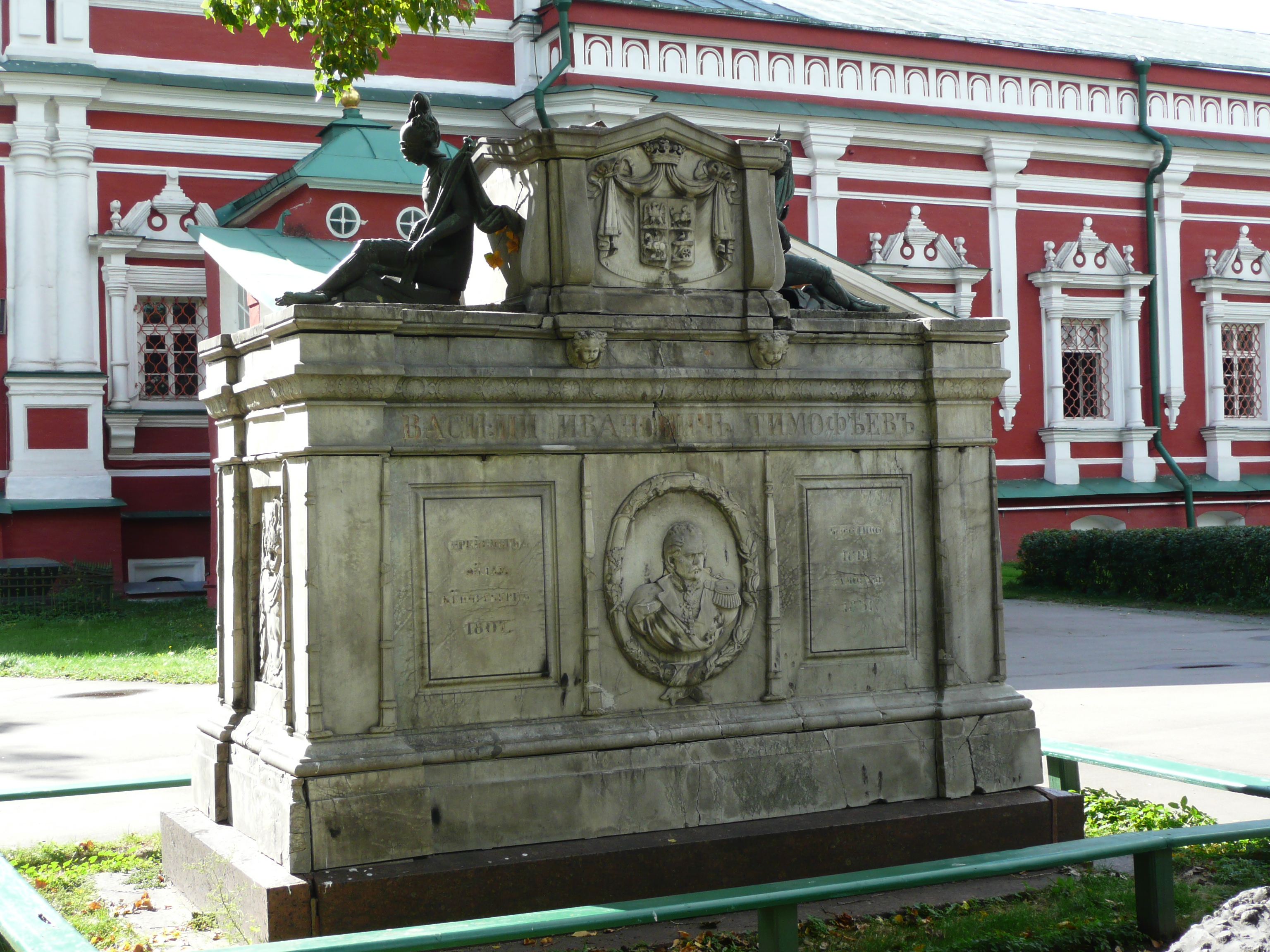
Надгробие генерала В. И. Тимофеева с надписью «От признательных подчинённых» — самое помпезное на территории монастыря

- - Соловьёв, Владимир Сергеевич (1853—1900), философ
  - Соловьёв, Всеволод Сергеевич (1849—1903), писатель
  - Соловьёва, Поликсена Сергеевна (1867—1924), поэтесса
- Соловьёв, Николай Иванович (1831—1874), литературный критик
- Сушков, Николай Васильевич (1796—1871), писатель
- Тимофеев, Василий Иванович (1783—1850), генерал от инфантерии
- князь Трубецкой, Сергей Петрович (1790—1860), декабрист
- князь Трубецкой, Иван Сергеевич (1843-74), его сын
- Тургенев, Александр Иванович (1784—1845), общественный деятель
- Тургенев, Николай Петрович (1836—1908), тульский помещик
- граф Уваров, Алексей Сергеевич (1825—1884), археолог
- Устинов, Иоанн (1843—1844), младенец
- Харузин, Николай Иванович (1831—1880), купец
- Харузин, Михаил Николаевич (1859—1888), его сын, историк права
- Харузин, Николай Николаевич (1865—1900), брат предыдущего, профессор Московского университета
- князь Шаховской, Александр Александрович (1777—1848), драматург
- Эзопина, Надежда Андреевна (1811—1882), дочь титулярного советника
- Яковлевы (семья А. И. Герцена):
  - Яковлев, Лев Алексеевич (1764—1839), сенатор, дядя Герцена
  - Яковлев, Иван Алексеевич (1767—1846), московский помещик, отец Герцена
  - Яковлев, Алексей Александрович (1726—1781), д.с.с., дед Герцена
  - Яковлева, Наталья Борисовна (ум. 1781), жена предыдущего, урожд. княжна Мещерская
- Якушкина, Анастасия Васильевна (1807—1846), жена декабриста И. Д. Якушкина
- Яхонтов, Ростислав Николаевич (1858—1922), генерал-майор

## Утраченные захоронения
Ниже приведены некоторые из утраченных захоронений, принадлежавшие в основном представителям московского дворянского общества XIX века из числа знакомых А. С. Пушкина:

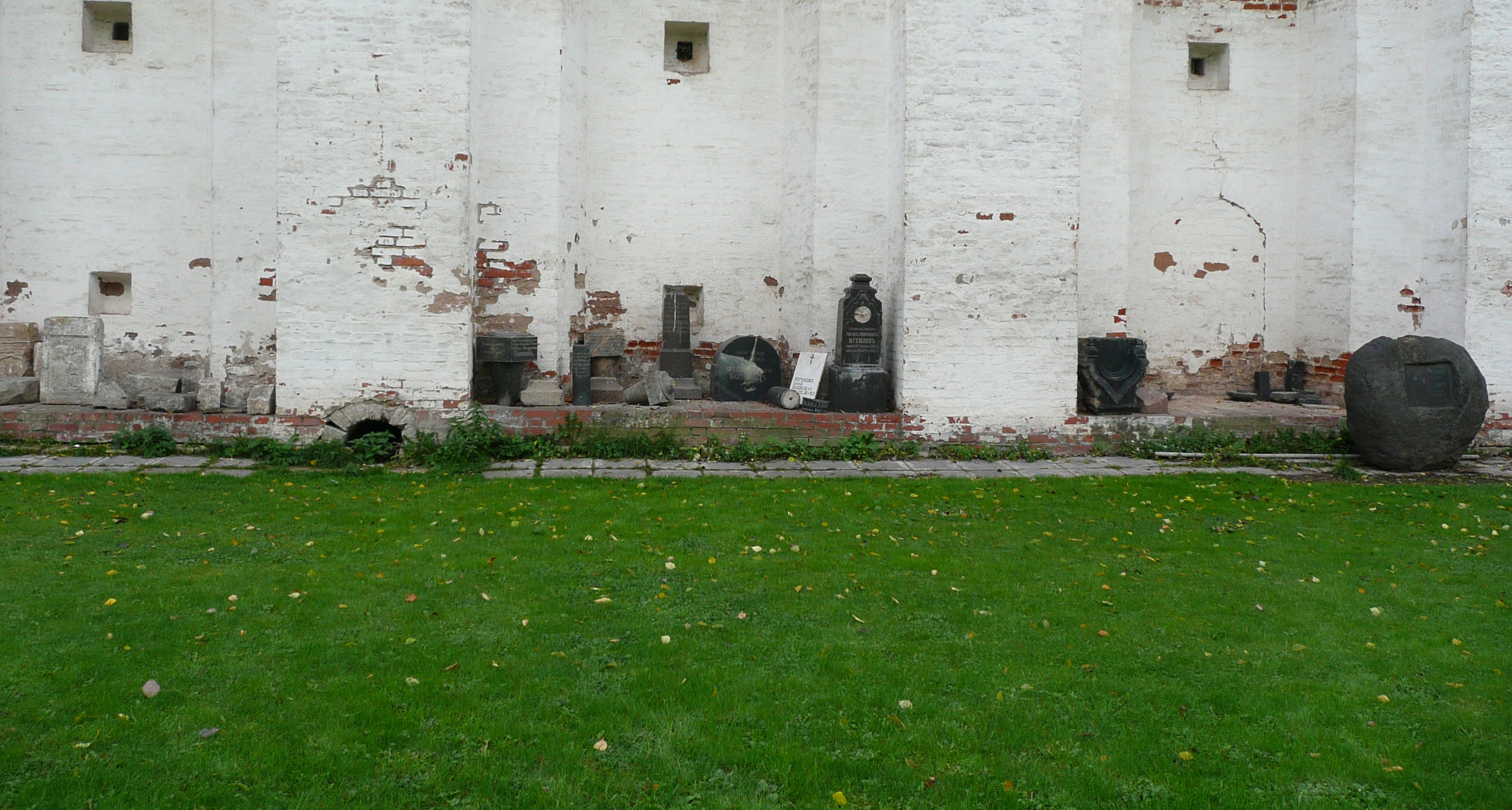
Памятники, уцелевшие от утраченных захоронений

- Апраксин, Степан Степанович (1757—1827), богатый вельможа, генерал от кавалерии
- Багговут, Александр Федорович (1806—1883), генерал от кавалерии
- Бакунин, Александр Павлович (1797—1862), Тверской губернатор, лицеист первого выпуска, товарищ А. С. Пушкина
- Бегичев, Дмитрий Никитич (1786—1885), сенатор, надгробие якобы перенесено в Донской монастырь (по ненадёжным данным М. Ю. Барановской)
- Бибиков, Гавриил Ильич (1746—1803), генерал-майор, надгробие якобы было перенесено в Донской монастырь (что документально не зафиксировано), к настоящему времени утрачено
- графиня Блудова, Антонина Дмитриевна (1813—1891), благотворительница, мемуаристка (с сестрой Лидией)
- Бутурлин, Михаил Петрович (1786—1860), нижегородский губернатор (с женой Анной и сыном Сергеем)
- Бутурлина, Варвара Михайловна (1829—1882), его дочь, мать М. М. Леонтьева
- Бухарин, Иван Яковлевич (1772—1858), тайный советник, сенатор
- Всеволожские:
  - Всеволожский, Николай Сергеевич (1772—1857)
  - Всеволожский, Александр Всеволодович (1794—1864), камергер
  - Всеволожский, Всеволод Александрович (1822—1888)
  - Всеволожский, Владимир Александрович (1824—1880)
  - Всеволожский, Алексей Дмитриевич (1853—1887)
  - Всеволожская, Лидия Александровна (1833—1891)
  - Всеволожская, Софья Ивановна (1800—1852)
- князь Гагарин, Фёдор Фёдорович (1787—1863), генерал-майор, брат Веры Вяземской
- Гончаров, Николай Афанасьевич (1787—1861), тесть А. С. Пушкина (с сыном Сергеем)
- Давыдов, Лев Васильевич (1792—1848), генерал-майор, брат Дениса Давыдова
- Жихарева, Федосья Дмитриевна (1795—1850), жена С. П. Жихарева
- Загряжская, Екатерина Александровна (1798—1881), жена Е. Н. Тимашева
- Зубов, Алексей Николаевич (1798—1864), директор Нижегородской ярмарки, с женой Александрой — внучкой Л. Эйлера
- Казначеев, Александр Иванович (1788—1880), таврический губернатор
- Кашкина, Александра Евгеньевна (1771—1847), фрейлина
- Колюбакин, Николай Петрович (1811—1868), сенатор
- Мальцов, Иван Сергеевич (1807—1880), фабрикант и благотворитель (с братом Сергеем)
- Мартынова, Елизавета Михайловна (1783—1851), мать Н. С. Мартынова
- Медовиков, Пётр Ефимович (1816—1855), историк
- княгиня Мещерская, Софья Сергеевна (1775—1848), писательница и благотворительница (с мужем)
- Муханов, Павел Александрович (1797—1871), историк

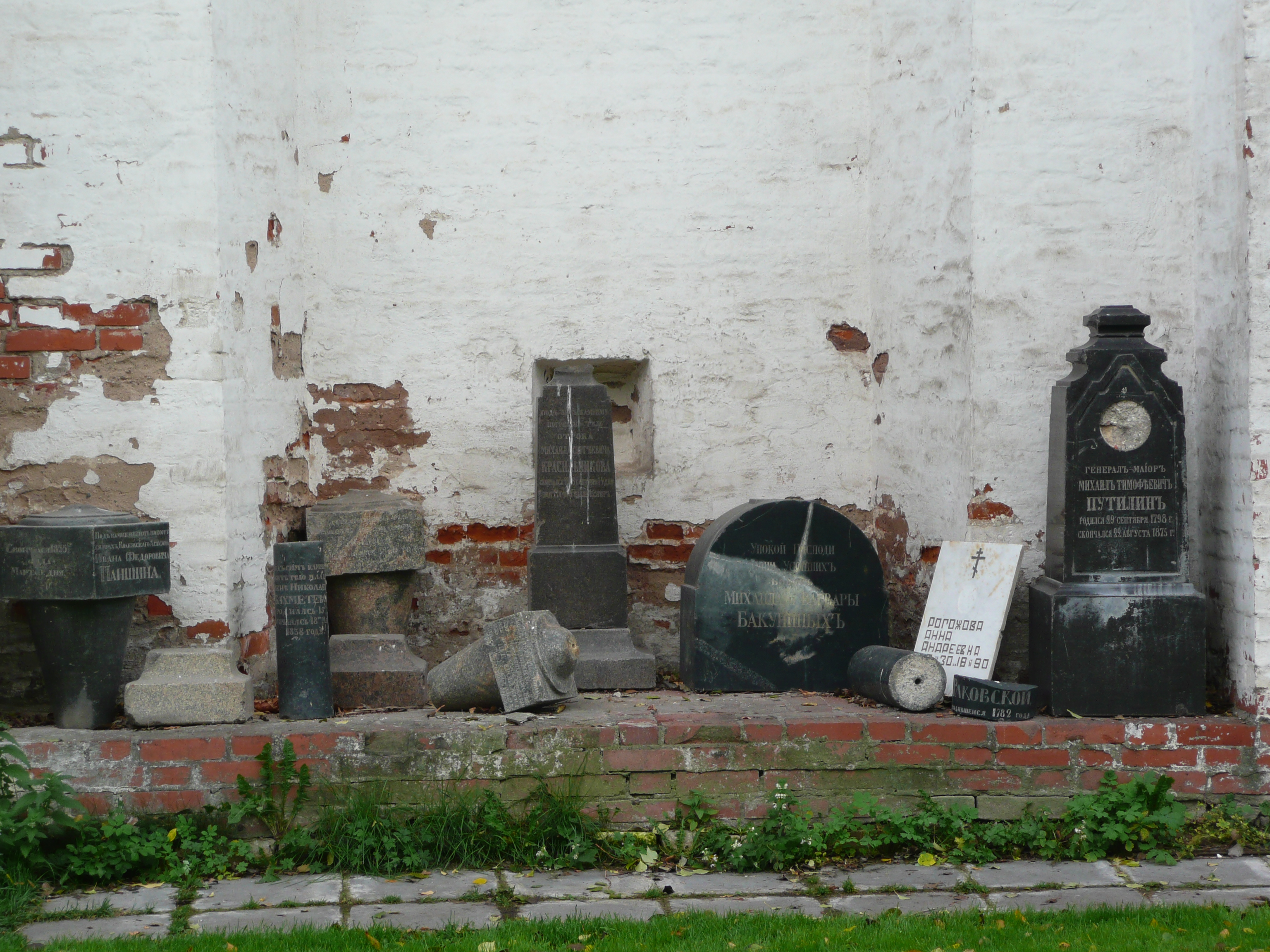

- Наумов, Николай Павлович (1795—1862), тайный советник
- Нечаев, Степан Дмитриевич (1792—1860), декабрист (с женой Софьей)
- Нечаев-Мальцов, Юрий Степанович (1834—1913), меценат
- Олсуфьева, Мария Павловна (1798—1819), сестра П. П. Каверина, жена А. Д. Олсуфьева
- Пашковы:
  - Пашков, Василий Александрович (1764—1834), обер-егермейстер, с женой Екатериной
  - Пашков, Михаил Васильевич (1802—1863), генерал-лейтенант
  - Пашков, Егор Иванович (1795—1860), генерал-майор
  - Пашков, Николай Иванович (1800—1873), композитор
- Поливанов, Лев Иванович (1838—1899), основатель Поливановской гимназии (перезахоронен на Новодевичьем кладбище)
- Попов, Нил Александрович (1833—1891), историк
- Путята, Николай Васильевич (1802—1877), литератор
- Салтыков, Михаил Александрович (1767—1851), тайный советник, сенатор
- Смирнов, Василий Сергеевич (1858—1890), художник
- Соловьёв, Михаил Сергеевич (1862—1903), переводчик (с женой)
- Спасский, Григорий Иванович (1783—1864), историк Сибири
- Столыпины (родственники М. Ю. Лермонтова и Петра Аркадьевича Столыпина):
  - Столыпин Дмитрий Алексеевич (1826—1865), дед П. А. Столыпина, двоюродный дед М. Ю. Лермонтова
  - Столыпин Аркадий Дмитриевич (1822—1899), отец премьер-министра П. А. Столыпина
  - Столыпина Елизавета Дмитриевна (1824—1895), девица, дочь Дмитрия Алексеевича, сестра Аркадия Дмитриевича
  - Столыпин, Дмитрий Аркадьевич (1818-93), литератор, композитор
  - Столыпин, Григорий Данилович (1773—1829), кригс-цалмейстер
  - Столыпина, Агафья Александровна (1809—1874), жена П. Д. Дохтурова
  - Столыпина, Екатерина Аркадьевна (1791—1853), генеральша, бабушка П. А. Столыпина
  - Столыпина, Мария Александровна (1812—1876)
- Судиенко, Иосиф Михайлович (1830—1892), владимирский губернатор
- Тихомиров, Дмитрий Иванович (1844—1915), педагог
- граф Толстой, Александр Петрович (1801—1867), генерал, обер-прокурор Синода, похоронен вместе с женой в Донском монастыре (где их могилы не сохранились, но место их известно)
- князь Трубецкой, Николай Иванович (1797—1874), обер-гофмейстер (с женой)
- Туркин, Никандр Васильевич (1863—1919), кинорежиссер и театральный критик.
- Тучков, Павел Алексеевич (1803—1864), московский генерал-губернатор
- Тучков, Сергей Алексеевич (1767—1839), генерал-лейтенант
- Хвостова Мария Ивановна (1791—1862), урожд. Пашкова, знакомая А. С. Пушкина
- княгиня Щербатова, Прасковья Сергеевна (1818—1899), дочь Б. А. Четвертинского, мать П. С. Уваровой
- князь Щербатов, Сергей Александрович (1804—1872), её муж, полковник
- Ясюнинский, Константин Арсеньевич (1863—1907), фабрикант, член Государственного совета[2]